# Detlef Franke
Pour les articles homonymes, voir Franke.
Detlef Franke (né le 24 novembre 1952 - mort le 2 septembre 2007), est un égyptologue allemand, auteur en 1984 d'une chronologie des rois du Moyen Empire égyptien.

## Publications
Le (ou les) ouvrage(s) cochés  sont utilisés dans l'encyclopédie en référence à des datations.
- (de) Detlef Franke, Altägyptische Verwandtschaftsbezeichnungen im Mittleren Reich, Hambourg, Borg, 1983, 400 p. (ISBN 3-921598-13-3).
- Altägyptische Verwandtschaftsbezeichnungen im Mittleren Reich, 1983,  (ISBN 3-921598-13-3)
- (de) Detlef Franke, Personendaten aus dem Mittleren Reich (20.-16. Jahrhundert v. Chr.) : Dossiers 1-796, Wiesbaden, O. Harrassowitz, 1984 (ISBN 3-447-02484-4).
- The Career of Khnumhotep III of Beni Hasan and the So-called « Decline of the Nomarchs' » , 1991
- (de) Detlef Franke, Das Heiligtum des Heqaib auf Elephantine : Geschichte eines Provinzheiligtums im Mittleren Reich, Heidelberg, Heidelberger Orientverlag, 1994, 289 p. (ISBN 3-927552-17-8).
- avec Marcel Maree, Egyptian Stelae in the British Museum from the 13th-17th Dynasties, Fascicule I: Descriptions V.I, London 2013,  (ISBN 978-0714119878).